# Regan Smith (zwemster)
Regan Smith (Lakeville (Minnesota), 9 februari 2002) is een Amerikaanse zwemster.

## Carrière
Bij haar internationale debuut, op de wereldkampioenschappen zwemmen 2017 in Boedapest, eindigde Smith als achtste op de 200 meter rugslag.
Op de Pan-Pacifische kampioenschappen zwemmen 2018 in Tokio veroverde de Amerikaanse de bronzen medaille op de 200 meter rugslag, daarnaast eindigde ze als vierde op de 100 meter rugslag en als tiende op de 100 meter vlinderslag.
In Gwangju nam ze deel aan de wereldkampioenschappen zwemmen 2019. Op dit toernooi werd ze wereldkampioene op de 200 meter rugslag, dit deed ze nadat ze in de halve finales het wereldrecord had verbeterd.

## Internationale toernooien
| Jaar | Olympische Spelen | WK langebaan    | WK kortebaan  | PanPacs                                               |
| ---- | ----------------- | --------------- | ------------- | ----------------------------------------------------- |
| 2017 |                   | 8e 200m rugslag |               |                                                       |
| 2018 |                   |                 | geen deelname | 4e 100m rugslag · 200m rugslag · 10e 100m vlinderslag |
| 2019 |                   | 200m rugslag    |               |                                                       |

## Persoonlijke records
Bijgewerkt tot en met 26 juli 2019
Kortebaan
| Afstand          | Tijd    | Datum            | Plaats    |
| ---------------- | ------- | ---------------- | --------- |
| 50m rugslag      | 27,72   | 25 oktober 2016  | Tokio     |
| 100m rugslag     | 56,33   | 19 november 2017 | Singapore |
| 200m rugslag     | 2.02,23 | 15 november 2017 | Tokio     |
| 100m vlinderslag | 57,14   | 15 november 2017 | Tokio     |

Langebaan
| Afstand          | Tijd       | Datum           | Plaats      |
| ---------------- | ---------- | --------------- | ----------- |
| 50m rugslag      | 27,85      | 13 januari 2018 | Austin      |
| 100m rugslag     | 58,82      | 19 mei 2019     | Bloomington |
| 200m rugslag     | WR 2.03,35 | 26 juli 2019    | Gwangju     |
| 100m vlinderslag | 58,52      | 19 mei 2019     | Bloomington |
| 200m vlinderslag | 2.07,42    | 25 juli 2018    | Irvine      |